# Edin Cocalić
Edin Cocalić (Višegrad, 5 dicembre 1987) è un ex calciatore bosniaco, di ruolo difensore o centrocampista.

## Biografia
Cocalic è bilingue, parlando inglese e bosniaco. Sposato con Merima, nel marzo 2011 è diventato padre di una bambina.

## Caratteristiche tecniche
È un difensore centrale, forte fisicamente e bravo nei colpi di testa. All'occorrenza può giocare come terzino sinistro o come mediano davanti alla difesa, ed è abile con entrambi i piedi.

## Carriera

### Club
Cresce nelle giovanili del club bosniaco FK Željezničar, per poi passare in prima squadra dove ci rimane fino al gennaio 2010, per poi trasferirsi in Grecia al Panionios, dove milita due anni. Successivamente nel gennaio 2012 passa al Maccabi Haifa dove rimane per circa tre anni.
Nel febbraio 2015 si è trasferito al Mechelen, firmando un contratto fino al 31 dicembre 2018.

### Nazionale
È stato capitano della Bosnia ed Erzegovina under 17, per poi passare nell'Under 19 e infine con la Bosnia ed Erzegovina under 21, dal 2007 al 2008, giocando cinque partite.
Ha debuttato il 28 marzo 2015 nella Nazionale maggiore, subentrando al minuto a Ognjen Vranješ nel match valido per le qualificazioni a Euro 2016 contro Andorra.

## Statistiche

### Presenze e reti nei club
Statistiche aggiornate al 4 ottobre 2015.
| Stagione             | Squadra              | Campionato           | Campionato | Campionato | Coppa nazionali | Coppa nazionali | Coppa nazionali | Coppe continentali | Coppe continentali | Coppe continentali | Altre coppe | Altre coppe | Altre coppe | Totale | Totale |
| Stagione             | Squadra              | Comp                 | Pres       | Reti       | Comp            | Pres            | Reti            | Comp               | Pres               | Reti               | Comp        | Pres        | Reti        | Pres   | Reti   |
| -------------------- | -------------------- | -------------------- | ---------- | ---------- | --------------- | --------------- | --------------- | ------------------ | ------------------ | ------------------ | ----------- | ----------- | ----------- | ------ | ------ |
| 2005-2006            | Željezničar          | PL                   | 6          | 0          | CBE             | 0               | 0               | -                  | -                  | -                  | -           | -           | -           | 6      | 0      |
| 2006-2007            | Željezničar          | PL                   | 26         | 1          | CBE             | 0               | 0               | -                  | -                  | -                  | -           | -           | -           | 26     | 1      |
| 2007-2008            | Željezničar          | PL                   | 23         | 1          | CBE             | 0               | 0               | -                  | -                  | -                  | -           | -           | -           | 23     | 1      |
| 2008-2009            | Željezničar          | PL                   | 25         | 1          | CBE             | 0               | 0               | -                  | -                  | -                  | -           | -           | -           | 25     | 1      |
| 2009-gen. 2010       | Željezničar          | PL                   | 8          | 2          | CBE             | 0               | 0               | -                  | -                  | -                  | -           | -           | -           | 8      | 2      |
| Totale Željezničar   | Totale Željezničar   | Totale Željezničar   | 88         | 5          |                 | 0               | 0               |                    | -                  | -                  |             | -           | -           | 88     | 5      |
| gen.-giu. 2010       | Panionios            | SL                   | 7          | 1          | CG              | 1               | 0               | -                  | -                  | -                  | -           | -           | -           | 8      | 1      |
| 2010-2011            | Panionios            | SL                   | 26         | 0          | CG              | 0               | 0               | -                  | -                  | -                  | -           | -           | -           | 26     | 0      |
| 2011-2012            | Panionios            | SL                   | 16         | 0          | CG              | 2               | 1               | -                  | -                  | -                  | -           | -           | -           | 18     | 1      |
| Totale Panionios     | Totale Panionios     | Totale Panionios     | 49         | 1          |                 | 3               | 1               |                    | -                  | -                  |             | -           | -           | 52     | 2      |
| gen.-mag. 2012       | Maccabi Haifa        | LhA                  | 9+7        | 0          | CI              | 5               | 1               | -                  | -                  | -                  | -           | -           | -           | 21     | 1      |
| 2012-2013            | Maccabi Haifa        | LhA                  | 20+5       | 0          | CI              | 6               | 0               | -                  | -                  | -                  | -           | -           | -           | 31     | 0      |
| 2013-2014            | Maccabi Haifa        | LhA                  | 14+8       | 1          | CI              | 0               | 0               | UEL                | 11                 | 0                  | -           | -           | -           | 33     | 1      |
| 2014-gen. 2015       | Maccabi Haifa        | LhA                  | 14         | 1          | CI              | 7               | 1               | -                  | -                  | -                  | -           | -           | -           | 21     | 2      |
| Totale Maccabi Haifa | Totale Maccabi Haifa | Totale Maccabi Haifa | 57+20      | 1+1        |                 | 18              | 2               |                    | 11                 | 0                  |             | -           | -           | 106    | 4      |
| gen.-giu. 2015       | Mechelen             | D1                   | 6+9        | 1          | CB              | 0               | 0               | -                  | -                  | -                  | -           | -           | -           | 15     | 1      |
| 2015-2016            | Mechelen             | D1                   | 6          | 0          | CB              | 0               | 0               | -                  | -                  | -                  | -           | -           | -           | 6      | 0      |
| Totale Mechelen      | Totale Mechelen      | Totale Mechelen      | 12+9       | 0+1        |                 | 0               | 0               |                    | -                  | -                  |             | -           | -           | 21     | 1      |
| Totale carriera      | Totale carriera      | Totale carriera      | 235        | 9          |                 | 21              | 3               |                    | 11                 | 0                  |             | -           | -           | 267    | 12     |

### Cronologia presenze e reti in nazionale
| Cronologia completa delle presenze e delle reti in nazionale ― Bosnia ed Erzegovina | Cronologia completa delle presenze e delle reti in nazionale ― Bosnia ed Erzegovina | Cronologia completa delle presenze e delle reti in nazionale ― Bosnia ed Erzegovina | Cronologia completa delle presenze e delle reti in nazionale ― Bosnia ed Erzegovina | Cronologia completa delle presenze e delle reti in nazionale ― Bosnia ed Erzegovina | Cronologia completa delle presenze e delle reti in nazionale ― Bosnia ed Erzegovina | Cronologia completa delle presenze e delle reti in nazionale ― Bosnia ed Erzegovina | Cronologia completa delle presenze e delle reti in nazionale ― Bosnia ed Erzegovina |
| Data                                                                                | Città                                                                               | In casa                                                                             | Risultato                                                                           | Ospiti                                                                              | Competizione                                                                        | Reti                                                                                | Note                                                                                |
| ----------------------------------------------------------------------------------- | ----------------------------------------------------------------------------------- | ----------------------------------------------------------------------------------- | ----------------------------------------------------------------------------------- | ----------------------------------------------------------------------------------- | ----------------------------------------------------------------------------------- | ----------------------------------------------------------------------------------- | ----------------------------------------------------------------------------------- |
| 28-3-2015                                                                           | Andorra la Vella                                                                    | Andorra                                                                             | 0 – 3                                                                               | Bosnia ed Erzegovina                                                                | Qual. Euro 2016                                                                     | -                                                                                   | 73’                                                                                 |
| 10-10-2015                                                                          | Zenica                                                                              | Bosnia ed Erzegovina                                                                | 2 – 0                                                                               | Galles                                                                              | Qual. Euro 2016                                                                     | -                                                                                   | 46’                                                                                 |
| 13-11-2015                                                                          | Zenica                                                                              | Bosnia ed Erzegovina                                                                | 1 – 1                                                                               | Irlanda                                                                             | Qual. Euro 2016                                                                     | -                                                                                   |                                                                                     |
| 16-11-2015                                                                          | Dublino                                                                             | Irlanda                                                                             | 2 – 0                                                                               | Bosnia ed Erzegovina                                                                | Qual. Euro 2016                                                                     | -                                                                                   | 46’                                                                                 |
| 29-3-2016                                                                           | Zurigo                                                                              | Svizzera                                                                            | 0 – 2                                                                               | Bosnia ed Erzegovina                                                                | Amichevole                                                                          | -                                                                                   | 79’                                                                                 |
| 3-6-2016                                                                            | Toyota                                                                              | Bosnia ed Erzegovina                                                                | 2 – 2 (4 – 3 dtr)                                                                   | Danimarca                                                                           | Kirin Cup                                                                           | -                                                                                   |                                                                                     |
| 7-6-2016                                                                            | Suita                                                                               | Giappone                                                                            | 1 – 2                                                                               | Bosnia ed Erzegovina                                                                | Kirin Cup                                                                           | -                                                                                   |                                                                                     |
| 25-3-2017                                                                           | Zenica                                                                              | Bosnia ed Erzegovina                                                                | 5 – 0                                                                               | Gibilterra                                                                          | Qual. Mondiali 2018                                                                 | -                                                                                   |                                                                                     |
| 3-9-2017                                                                            | Faro                                                                                | Gibilterra                                                                          | 0 – 4                                                                               | Bosnia ed Erzegovina                                                                | Qual. Mondiali 2018                                                                 | -                                                                                   | 86’                                                                                 |
| 10-10-2017                                                                          | Tallinn                                                                             | Estonia                                                                             | 1 – 2                                                                               | Bosnia ed Erzegovina                                                                | Qual. Mondiali 2018                                                                 | -                                                                                   |                                                                                     |
| Totale                                                                              |                                                                                     | Presenze                                                                            | 10                                                                                  |                                                                                     | Reti                                                                                | 0                                                                                   |                                                                                     |